# Auguste François Lecanu
Auguste François Lecanu (Bréville-sur-Mer, 13 de diciembre de 1803 – Coutances, 9 de febrero de 1884) fue una personalidad católica, profesor, autor, e historiador francés.

## Vida
Atraído por la teología, Auguste Lecanu fue ordenado sacerdote el 9 de julio de 1826 y se convirtió en vicario en Carantilly, luego párroco de Bolleville de 1831 a 1840. De 1840 a 1845, fue profesor en el colegio real de Caen y luego se instaló en París hasta 1863. Durante ese tiempo, formó parte del clero de Saint-Germain-l'Auxerrois. Al regresar a su tierra natal, Auguste Lecanu se convirtió en capellán de las Ursulinas de Mortain de 1863 a 1872, y más tarde en canónigo titular del capítulo de Coutances.
Auguste Lecanu se interesó desde temprano por la historia eclesiástica de la Mancha. Este interés se manifestó ya en 1839 con la publicación de su Historia de los obispos de Coutances, y luego en 1877 y 1878 con su Historia de la diócesis de Coutances y de Avranches, una obra que resume sus investigaciones. Estas inquietudes lo llevaron a convertirse en miembro de la Sociedad de Anticuarios de Normandía y de otras sociedades científicas.

## Obras
- Histoire des évêques de Coutances depuis la fondation de l'évêché jusqu'à nos jours, J.V. Voisin, Coutances, 1839.
- Histoire de Clichy-la-Garenne, Poussielgue, Paris, 1848.
- Dictionnaire des prophéties et des miracles, Nouvelle encyclopédie théologique 24, J.-P. Migne, 1852.
- L'Imitation des saints pour tous les jours de l'année, Furne, Paris, 1854.
- Les Sibylles et les livres sibyllins, étude historique et littéraire, thèse pour le doctorat en théologie, Bailly, Divry et Cie, Paris, 1857.
- Histoire de Satan, Parent-Desbarres, Paris, 1861.
- Histoire de N. S. Jésus-Christ, Parent Desbarres, Paris, 1863.
- Histoire du diocèse de Coutances et Avranches depuis les temps les plus reculés jusqu'à nos jours, suivie des actes des saints et d'un tableau historique des paroisses, 2 vol., Coutances, imprimerie de Salettes, 1877-1878.
- Histoire de la sainte Vierge d'après l'Evangile, les prophéties, les documents des premiers siècles chrétiens, les monuments de l'Egypte et de la Palestine, et les enseignements de l'Eglise, Paris, 1860.[5]